# Hughes’ Telefon

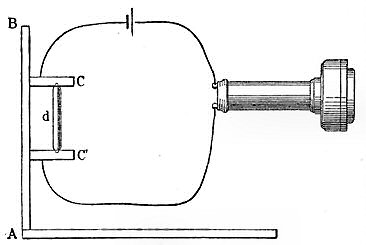
Hughes’ Mikrofon

Hughes’ Telefon ist ein von David Edward Hughes weiterentwickeltes elektroakustisches Telefon.

## Funktionsweise
Die Fernsprecher von Bell, Siemens, Gower und Ader sind sowohl als Sende- wie als Empfangsapparate verwendbar, doch sind die in ihnen erzeugten magnetelektrischen Ströme nur schwach und zur Überwindung größerer Leitungswiderstände nicht geeignet; man bedient sich deshalb vielfach besonderer, mit galvanischen Induktionsströmen betriebener Aufgabeapparate, welche die Sprachlaute auch auf größere Entfernungen übermitteln, der so genannten Mikrofone.
Diese beruhen auf der Erscheinung, dass in einem Stromkreis vorhandene lose Kontaktstellen, wenn sie einem wechselnden Druck ausgesetzt werden, Veränderungen des Leitungswiderstands und damit auch der Stromstärke hervorrufen. Sie bestehen übereinstimmend aus einem oder mehreren Kohlestückchen, welche unter sich oder mit einer metallischen Membran in Berührung stehen.
Durch die Schallwellen, welche auf die Berührungsstellen treffen, werden in einem über den Kontakt geleiteten elektrischen Strom Schwingungen hervorgerufen, welche in ihren Kurven genau den Schallschwingungen entsprechen. Diese elektrischen Schwingungen wandeln sich in einem als Empfangsapparat dienenden Fernsprecher wieder in Tonschwingungen um und gelangen als genaue Wiedergabe des in das Mikrofon Gesprochenen zu Gehör.
Als Erfinder des Mikrofons ist Hughes zu betrachten, bei dessen Apparat zwei Resonanzbrettchen AB unter einem rechten Winkel aneinander befestigt sind; an einem derselben befinden sich die Kohlestückchen CC und der in Vertiefungen derselben beweglich eingelagerte Kohlestab d.
Die Kohlestücke sind in den Stromkreis einer Batterie eingeschaltet. Spricht man gegen das Brettchen B, ändern sich die Widerstände an den Kontaktstellen und es entstehen elektrische Schwingungen, welche sich durch die Leitung fortpflanzen und in einem eingeschalteten Fernsprecher die gesprochenen Laute wiedergeben. Gewöhnlich schaltet man in den Stromkreis der Batterie die primäre Spule einer Induktionsrolle ein und bringt die aus dünnerem Draht bestehende sekundäre Spule mit der Leitung in Verbindung.
Ungefähr gleichzeitig mit Hughes konstruierte Edison sein auf gleicher Grundlage beruhendes Kohletelefon. Die Zahl der von späteren Erfindern angegebenen Mikrofone ist sehr groß. In der deutschen Reichs-Telegraphenverwaltung waren jedoch nur Mikrofone von Blake, Berliner und Ader in beschränkter Zahl im Gebrauch.

## Weitere Fernsprecher und Mikrofone
- Bellscher Fernsprecher
- Siemensscher Fernsprecher
- Gowerscher Fernsprecher
- Blakes Mikrofon
- Berlinersches Mikrophon
- Mikrophon von Ader